# Epirochroa affinis
Epirochroa affinis là một loài bọ cánh cứng trong họ Cerambycidae.